# Pius Schwizer
Pius Schwizer (n. 13 august 1962, Oensingen⁠(d), Cantonul Solothurn, Elveția) este un sportiv ce a reprezentat Elveția, medaliat olimpic. A participat la 2 ediții ale Jocurilor Olimpice (2008, 2012) în care a câștigat o medalie de bronz.